# Syllabaire chypro-minoen

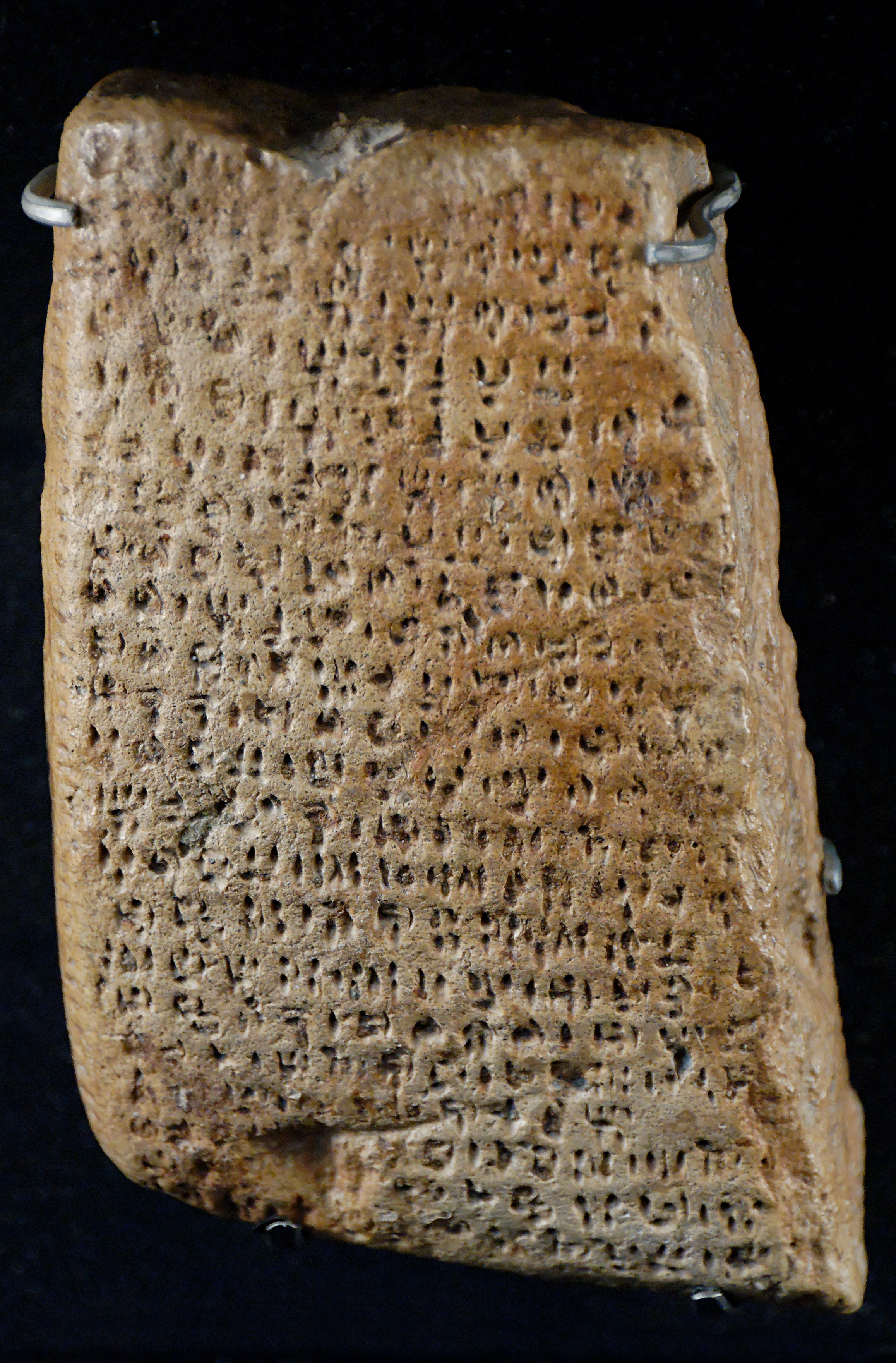
Tablette chypro-minoenne d'Enkomi au musée du Louvre.

Le « syllabaire chypro-minoen » ou cypro-minoen (abrégé en CM), ou « linéaire C », est un système d'écriture syllabique non encore déchiffré qui fut en usage sur l'île de Chypre à la fin de l'âge du bronze (vers 1550-1050 av. J.-C.). Le terme « chypro-minoen » fut forgé par Sir Arthur John Evans en 1909 en raison de la ressemblance visuelle de cette écriture avec le linéaire A de la Crète minoenne, dont on pense que provient le syllabaire chypro-minoen. 
Environ 250 objets portant des inscriptions chypro-minoennes ont été trouvés, dont des tablettes d'argile, des supports de bougies votives, des cylindres et des boules d'argile. Les découvertes ont été faites lors de diverses fouilles à Chypre et ses environs, ainsi que dans la ville ancienne d'Ougarit sur la côte syrienne.
Les inscriptions sont classées par Émilia Masson en quatre groupes étroitement liés : le CM archaïque, le CM 1 (également connu sous le nom de « linéaire C »), le CM 2 et le CM 3, bien que les avis divergent quant à cette classification. On ne sait que très peu de chose des origines de cette écriture, ou du type de langue qu'elle notait. Pourtant, son usage a perduré jusqu'aux débuts de l'âge du fer, époque à laquelle il se prolonge dans le « syllabaire chypriote », lequel note du grec ancien et a été déchiffré.
Son déchiffrement est entravé par son très faible corpus de 2 500 signes (le linéaire B par exemple a été déchiffré avec 30 000 signes).